# Key Lime Air
Key Lime Air – amerykańska linia lotnicza  założona w 1997 roku. Aktualnie linia wykonuje rozkładowe połączenia lotnicze oraz czartery (pod marką Denver Air Connection ). Współpracuje z United Parcel Service w zakresie dostawy przesyłek. 

## Flota

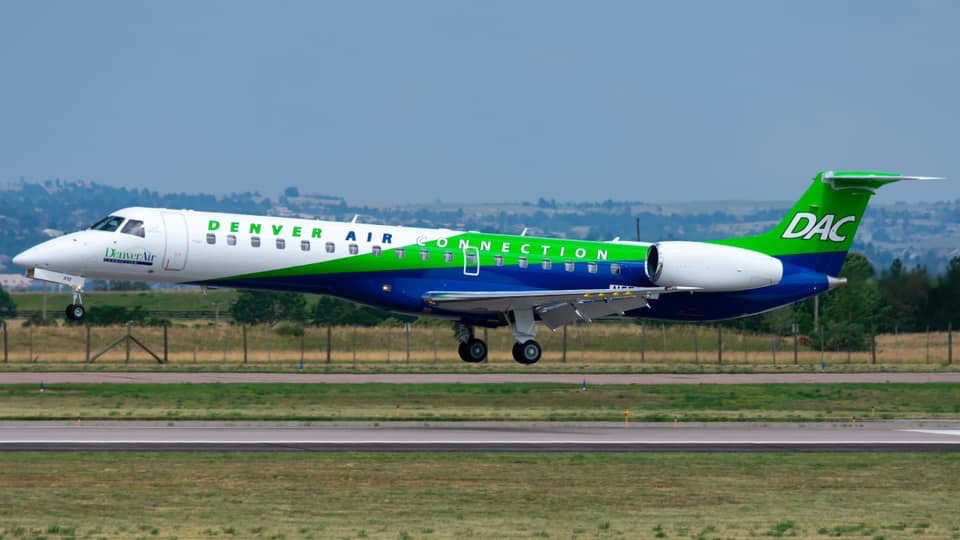
Embraer 145 w malowaniu Denver Air Connection

| Samolot                               | Liczba         | Miejsca  |
| ------------------------------------- | -------------- | -------- |
| Embraer EMB 120ER Brasilia            | 1              | 30       |
| Embraera ERJ-145ER                    | 5              | 50       |
| Fairchild Dornier 328JET              | 10             | 30       |
| Fairchild Swearingen Metroliner 23/II | 8(pax + cargo) | 18/cargo |
| Fairchild Swearingen Metroliner III   | 18             | cargo    |
| Learjet 24 B                          | 1              | 5        |